# Roller Monza
|  | Per a altres significats, vegeu « Hockey Monza». |

El Roller Monza va ser un equip d'hoquei sobre patins de la ciutat de Monza, a la regió de la Llombardia. Va ser fundat l'any 1980 i declarat en ruïna financera pels tribunals italians l'any 1997.
La seva època gloriosa va estar entre finals dels anys 80 i principis dels 90 del segle XX on a nivell nacional va conquistar 4 Lligues italianes els anys 1989, 1990, 1992 i 1996. També va guanyar la Copa italiana l'any 1990 derrotant a la final al Hockey Novara. Altrament seria finalista de Copa els anys 1988, 1989, 1994 i 1995, així com subcampió de Lliga els anys 1988, 1991 i 1995.
A nivell internacional cal destacar que va guanyar en tres ocasions la Recopa d'Europa, guanyant la final de l'any 1989 enfront del FC Porto, la de l'any 1992 davant del CP Voltregà i la de l'any 1995 davant l'Amatori Lodi. Curiosament, va perdre les tres Supercopes d'Europa que va disputar per les seves victòries a la Recopa.
També va disputar la final de la Copa d'Europa de l'any 1991, on va ser derrotat a la final pel Óquei Clube de Barcelos.

## Palmarès
- 4 Lligues italianes: 1989, 1990, 1992 i 1996
- 1 Copa italiana: 1990
- 3 Recopes d'Europa: 1989, 1992 i 1995